# Platymantis parilis
Platymantis parilis är en groddjursart som beskrevs av Brown och Richards 2008. Platymantis parilis ingår i släktet Platymantis och familjen Ceratobatrachidae. Inga underarter finns listade i Catalogue of Life.